# Giancarlo Micheli

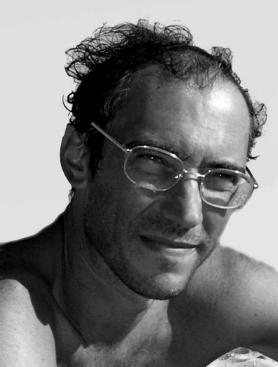
Giancarlo Micheli

Giancarlo Micheli (Viareggio, 3 febbraio 1967) è un poeta e scrittore italiano.

## Biografia
Ha esordito nel 2003 con il racconto Fucking fist e, nell’anno successivo, con la raccolta di versi Canto senza preghiera. Dal 2005 al 2008 ha fatto parte della redazione del Contenitore di Arte contemporanea BAU e dal 2008 è membro della giuria del Concorso internazionale di Poesia e Teatro Castello di Duino. Nel 2009 il suo romanzo Indie occidentali ha ricevuto il Premio Nuove Lettere dell’Istituto italiano di cultura di Napoli. La sua silloge La quarta glaciazione è stata finalista nel Premio Alpi Apuane. Dal 2015 collabora alla rivista Il Ponte (rivista di economia politica e cultura fondata da Piero Calamandrei), con articoli di tema letterario, riguardanti George Orwell, André Malraux, Upton Sinclair, la poetica del surrealismo e altro.
Nella sua opera Giancarlo Micheli ha affrontato tematiche come le lotte di emancipazione della classe lavoratrice, i contatti non distruttivi tra le culture diverse, l'Internazionalismo. 
Conduce il podcast Diario del risveglio su Radio Poderosa.
I suoi testi hanno ricevuto considerazione da parte di numerosi critici, tra i quali Giulio Ferroni, Alessandro Zaccuri, Romano Luperini, Franco Contorbia, Tomaso Kemeny, Manlio Cancogni, Rodolfo Tommasi, Giuseppe Marchetti, Giovanni Nardi, e sono stati presentati in sedi istituzionali in Italia e all'estero: Biblioteca Nazionale di Napoli, Casa della Cultura di Milano, Biblioteca Universitaria di Genova, Istituto italiano di cultura di Monaco di Baviera, Università di Parigi Nanterre.

## Opere
Poesia
- Nell’ombra della terra, Gabrieli, 2008
- La quarta glaciazione, Campanotto Editore, 2012, ISBN 9788845613104
- Verses versus capital, Effigie edizioni, Pavia 2020, ISBN 9788831976299

In antologia
- Altramarea. Poesia come cosa viva, Campanotto Editore, 2006, ISBN 9788845608001
- Le acque di Hermes /The waters of Hermes V, La Finestra, 2009, ISBN 9788895925097
- L'evoluzione delle forme poetiche, Kairós Edizioni, 2013, ISBN 9788898029174

- Canto senza preghiera, Baroni, 2004, ISBN 9788882093600

Narrativa
- Fucking fist, Mauro Baroni Editore, 2003, ISBN 9788882093266
- Elegia provinciale, Mauro Baroni Editore, 2007, ISBN 9788882094188; Fratini, 2013, ISBN 9788867940028,
- Indie occidentali, Campanotto Editore, 2008, ISBN 9788845610042
- La grazia sufficiente, Campanotto Editore, 2010, ISBN 9788845611339
- Il fine del mondo, Giuliano Ladolfi, 2016, ISBN 978-88-6644-253-0
- Romanzo per la mano sinistra, Manni Editori, 2017, ISBN 9788862667692
- Esposizione dell’Amore, Campanotto Editore, 2023, ISBN 9788845617959
- Pâris Prassède, Monna Lisa, 2023, ISBN 9791254583630

Raccolte di saggi con altri
- Percy B. Shelley – il cuore e l’ombra viva, Pezzini, 2007, ISBN 9788888522272
- La Memoria, Giuliano Ladolfi, 2016, ISBN 9788866442622
- Envoi Gramsci, Campanotto, 2016, ISBN 9788845615757

Traduzioni
- Nietzsche dal Brasile, Edizioni ETS 2014, ISBN 9788846739865